# Chromatopelma cyaneopubescens
Chromatopelma cyaneopubescens är en spindelart som först beskrevs av Embrik Strand 1907.  Chromatopelma cyaneopubescens ingår i släktet Chromatopelma och familjen fågelspindlar.
Artens utbredningsområde är Venezuela. Inga underarter finns listade i Catalogue of Life.